# Leslie Marx
Leslie Marx (Fort Belvoir, 24 aprile 1967) è un'ex schermitrice statunitense.
È la moglie dello schermidore Michael Marx.

## Palmarès
In carriera ha conseguito i seguenti risultati:
- Giochi Panamericani:

Mar del Plata 1995: oro nella spada a squadre ed individuale.
- Campionati del Mondo Master:

Maribor 2017: oro spada individuale